# Крюцен (Шлезвіг-Гольштейн)
Крюцен (нім. Krüzen) — громада в Німеччині, розташована в землі Шлезвіг-Гольштейн. Входить до складу району Герцогство Лауенбург. Складова частина об'єднання громад Лютау.
Площа — 8,25 км2. Населення становить 359 ос. (станом на 31 грудня 2020).